# SN 2010fl
SN 2010fl – supernowa typu Ia odkryta 6 czerwca 2010 roku w galaktyce A161348+5536. W momencie odkrycia miała maksymalną jasność 21,50m.